# 濟南公主
濟南公主（?—?），中国南北朝北魏公主，魏孝文帝之女，嫁给卢道虔。
濟南公主嫁给卢道虔。济南长公主骄淫，声秽遐迩，先无疹患，仓卒暴亡，时称卢道虔所害。魏宣武帝隐秘丑恶，不苦穷治。尚书奏卢道虔为国子博士。灵太后追濟南公主死亡之事，乃黜卢道虔为民，终身不仕。